# Finale Coppa Italia 2001
De finale van de Coppa Italia van het seizoen 2000/01 werd gehouden op 24 mei en 13 juni 2001. Parma nam het op tegen Fiorentina. De heenwedstrijd in het Stadio Ennio Tardini in Parma werd met 0–1 gewonnen door Fiorentina. De terugwedstrijd volgde drie weken later in het Stadio Artemio Franchi in Florence. Het duel eindigde in een 1–1-gelijkspel. De Florentijnen mochten dus de beker in ontvangst nemen.

## Finale

### Heenwedstrijd
|                   |       |            |            |                                                                                             |
| 24 mei 2001 21:00 | Parma | 0 – 1      | Fiorentina | Stadio Ennio Tardini, Parma Toeschouwers: 17.685 Scheidsrechter: Gennaro Borriello (Italië) |
| 24 mei 2001 21:00 |       | 87' Vanoli |            | Stadio Ennio Tardini, Parma Toeschouwers: 17.685 Scheidsrechter: Gennaro Borriello (Italië) |

| Parma | Fiorentina |

| Parma:         |    |                   |     |
|                |    |                   |     |
| GK             | 99 | Matteo Guardalben |     |
| RWB            | 2  | Luigi Sartor      | 72' |
| CB             | 21 | Lilian Thuram     |     |
| CB             | 6  | Roberto Sensini   |     |
| CB             | 17 | Fabio Cannavaro   |     |
| LWB            | 16 | Júnior            |     |
| CM             | 25 | Matías Almeyda    |     |
| CM             | 8  | Sabri Lamouchi    |     |
| AM             | 18 | Johan Micoud      |     |
| CF             | 20 | Marco Di Vaio     | 62' |
| CF             | 9  | Savo Milošević    | 81' |
| Wisselspelers: |    |                   |     |
| FW             | 10 | Márcio Amoroso    | 62' |
| MF             | 11 | Sérgio Conceição  | 72' |
| FW             | 70 | Patrick Mboma     | 81' |
| Coach:         |    |                   |     |
| Renzo Ulivieri |    |                   |     |

| Fiorentina:     |    |                    |     |
|                 |    |                    |     |
| GK              | 1  | Francesco Toldo    |     |
| RWB             | 35 | Emiliano Moretti   |     |
| CB              | 2  | Tomáš Řepka        |     |
| CB              | 4  | Daniele Adani      |     |
| CB              | 23 | Alessandro Pierini |     |
| LWB             | 14 | Paolo Vanoli       |     |
| CM              | 19 | Marco Rossi        | 71' |
| CM              | 15 | Amaral             |     |
| CM              | 7  | Angelo Di Livio    |     |
| AM              | 10 | Rui Costa          |     |
| CF              | 20 | Enrico Chiesa      |     |
| Wisselspelers:  |    |                    |     |
| MF              | 30 | Mauro Bressan      | 71' |
| Coach:          |    |                    |     |
| Roberto Mancini |    |                    |     |

### Terugwedstrijd
|                    |                |       |               |                                                                                                   |
| 13 juni 2001 21:00 | Fiorentina     | 1 – 1 | Parma         | Stadio Artemio Franchi,, Florence Toeschouwers: 37.664 Scheidsrechter: Massimo De Santis (Italië) |
| 13 juni 2001 21:00 | Nuno Gomes 25' |       | 18' Milošević | Stadio Artemio Franchi,, Florence Toeschouwers: 37.664 Scheidsrechter: Massimo De Santis (Italië) |

| Fiorentina | Parma |

| Fiorentina:     |    |                    |     |
|                 |    |                    |     |
| GK              | 1  | Francesco Toldo    |     |
| RWB             | 35 | Emiliano Moretti   | 46' |
| CB              | 2  | Tomáš Řepka        |     |
| CB              | 4  | Daniele Adani      |     |
| CB              | 23 | Alessandro Pierini |     |
| LWB             | 14 | Paolo Vanoli       | 76' |
| CM              | 19 | Marco Rossi        |     |
| CM              | 15 | Amaral             |     |
| CM              | 7  | Angelo Di Livio    |     |
| AM              | 10 | Rui Costa          |     |
| CF              | 20 | Enrico Chiesa      | 89' |
| Wisselspelers:  |    |                    |     |
| FW              | 21 | Nuno Gomes         | 46' |
| MF              | 30 | Mauro Bressan      | 76' |
| DF              | 5  | Saliou Lassissi    | 89' |
| Coach:          |    |                    |     |
| Roberto Mancini |    |                    |     |

| Parma:         |    |                   |     |
|                |    |                   |     |
| GK             | 99 | Matteo Guardalben |     |
| RWB            | 2  | Luigi Sartor      | 76' |
| CB             | 21 | Lilian Thuram     |     |
| CB             | 6  | Roberto Sensini   |     |
| CB             | 17 | Fabio Cannavaro   |     |
| LWB            | 16 | Júnior            |     |
| CM             | 25 | Matías Almeyda    | 82' |
| CM             | 8  | Sabri Lamouchi    |     |
| AM             | 18 | Johan Micoud      | 85' |
| CF             | 20 | Marco Di Vaio     |     |
| CF             | 9  | Savo Milošević    |     |
| Wisselspelers: |    |                   |     |
| MF             | 7  | Diego Fuser       | 76' |
| MF             | 4  | Stephen Appiah    | 82' |
| FW             | 70 | Patrick Mboma     | 85' |
| Coach:         |    |                   |     |
| Renzo Ulivieri |    |                   |     |

1922 ·
1923–1935 ·
1936 ·
1937 ·
1938 ·
1939 ·
1939 ·
1939 ·
1939 ·
1939 ·
1944–1957 ·
1958 ·
1959 ·
1960 ·
1961 ·
1962 ·
1963 ·
1964 ·
1965 ·
1966 ·
1967 ·
1968 ·
1969 ·
1970 ·
1971 ·
1972 ·
1973 ·
1974 ·
1975 ·
1976 ·
1977 ·
1978 ·
1979 ·
1980 ·
1981 ·
1982 ·
1983 ·
1984 ·
1985 ·
1986 ·
1987 ·
1988 ·
1989 ·
1990 ·
1991 ·
1992 ·
1993 ·
1994 ·
1995 ·
1996 ·
1997 ·
1998 ·
1999 ·
2000 ·
2001 ·
2002 ·
2003 ·
2004 ·
2005 ·
2006 ·
2007 ·
2008 ·
2009 ·
2010 ·
2011 ·
2012 ·
2013 ·
2014 ·
2015 ·
2016 ·
2017 ·
2018 ·
2019 ·
2020 .
2021 .
2022 .
2023 .
2024 .